# ديفيد جيبسون (لاعب كرة قدم)
ديفيد جيبسون (بالإنجليزية: David Gibson)‏ هو لاعب كرة قدم بريطاني في مركز الدفاع، ولد في 31 يناير 1951 في غلاسكو في المملكة المتحدة. لعب مع نادي كوينز بارك.